# Bettye Ackerman
Bettye Louise Ackerman (* 28. Februar 1924 in Cottageville, South Carolina; † 1. November 2006 in Columbia, South Carolina) war eine US-amerikanische Schauspielerin, die vor allem in Fernsehserien auftrat.

## Leben
Von 1961 bis 1966 spielte sie die Dr. Maggie Graham in der Arztserie Ben Casey. Des Weiteren spielte sie die Constance MacKenzie in der täglichen Seifenoper Return to Peyton Place.
Bettye Louise Ackerman war seit 1956 mit dem Schauspieler Sam Jaffe (1891–1984) bis zu dessen Krebstod im Jahr 1984 verheiratet.

## Filmografie
- 1953: The Philco Television Playhouse (Fernsehserie, eine Folge)
- 1955: Studio One (Fernsehserie, eine Folge)
- 1959: Face of Fire
- 1959: Alfred Hitchcock präsentiert (Alfred Hitchcock Presents, Fernsehserie, eine Folge)
- 1961: Gnadenlose Stadt (Naked City, Fernsehserie, eine Folge)
- 1961, 1965: Nachdenkliche Geschichten (Insight, Fernsehserie, zwei Folgen)
- 1961–1966: Ben Casey (Fernsehserie, 27 Folgen)
- 1962:  Alfred Hitchcock zeigt (The Alfred Hitchcock Hour, Fernsehserie, eine Folge)
- 1962–1963: Alcoa Premiere (Fernsehserie, zwei Folgen)
- 1964: Breaking Point (Fernsehserie, eine Folge)
- 1965–1966: Perry Mason (Fernsehserie, zwei Folgen)
- 1967: Bob Hope Presents the Chrysler Theatre (Fernsehserie, eine Folge)
- 1967: Bonanza (Fernsehserie, eine Folge)
- 1968: Companions in Nightmare (Fernsehfilm)
- 1968–1970: FBI (The F.B.I., Fernsehserie, drei Folgen)
- 1969: Mannix (Fernsehserie, eine Folge)
- 1969: Ein Frechdachs im Maisbeet (Rascal)
- 1969–1973: Medical Center(Fernsehserie, vier Folgen)
- 1969, 1974: Der Chef (Ironside, Fernsehserie, zwei Folgen)
- 1970: Bracken’s World (Fernsehserie, 11 Folgen)
- 1972: Columbo (Fernsehserie, eine Folge)
- 1972: The Sixth Sense (Fernsehserie, eine Folge)
- 1972: Heat of Anger (Fernsehfilm)
- 1972: Return to Peyton Place (Fernsehserie)
- 1973: Rauchende Colts (Gunsmoke, Fernsehserie, eine Folge)
- 1973, 1975: Neu im Einsatz (The Rookies, Fernsehserie, zwei Folgen)
- 1974: Murder or Mercy (Fernsehfilm)
- 1974: Lucas Tanner (Fernsehserie, eine Folge)
- 1974, 1976: Police Story (Fernsehserie, zwei Folgen)
- 1974, 1976: Barnaby Jones (Fernsehserie, zwei Folgen)
- 1975: Die Straßen von San Francisco (The Streets of San Francisco, Fernsehserie, eine Folge)
- 1975: Harry O (Fernsehserie, eine Folge)
- 1975: Petrocelli (Fernsehserie, eine Folge)
- 1977: Never Con a Killer (Fernsehfilm)
- 1977: The Feather and Father Gang (Fernsehserie, eine Folge)
- 1977: Wonder Woman (Fernsehserie, eine Folge)
- 1977: CHiPs (Fernsehserie, eine Folge)
- 1977, 1981: Die Waltons (The Waltons, Fernsehserie, zwei Folgen)
- 1978: Doctors’ Private Lives (Fernsehfilm)
- 1978: Make-up und Pistolen (Police Woman, Fernsehserie, eine Folge)
- 1979: 240-Robert (Fernsehserie, eine Folge)
- 1980: Trouble in High Timber Country (Fernsehfilm)
- 1982: Falcon Crest (Fernsehserie, eine Folge)
- 1982: Die Waltons: Ein großer Tag für Elisabeth (A Day for Thanks on Walton’s Mountain, Fernsehfilm)
- 1982: Der Denver-Clan (Dynasty, Fernsehserie, zwei Folgen)
- 1982, 1984: Trapper John, M.D. (Fernsehserie, zwei Folgen)
- 1983: Love Boat (The Love Boat, Fernsehserie, eine Folge)
- 1984: Double Trouble (Fernsehserie, eine Folge)
- 1985: Die unglaublichen Geschichten von Roald Dahl (Tales of the Unexpected, Fernsehserie, eine Folge)
- 1986: Chefarzt Dr. Westphall (St. Elsewhere, Fernsehserie, eine Folge)
- 1991: Ted & Venus
- 1994: Dino Kids 2 (Prehysteria! 2)